# ФК Еркулес
Èркулес (на испански: Hércules Club de Fútbol, Еркулес Клуб де Футбол) е името на испански футболен отбор от град Аликанте, област Валенсия. Основан е през 1918. Играе домакинските си мачове на стадион „Хосе Рико Перес“, който е с капацитет 30 000 места. Размерите на стадиона са 105x76 метра.

## Екип
Екипите на футболистите на „Еркулес“ са:
- бяла фланелка със сини вертикални райета;
- черни гащета;
- сини чорапи.

## История и успехи
„Еркулес“ е основан през 1918 от Висенте Пастор Алфосеа. Най-големите успехи на отбора са спечелените титли в Сегунда дивисион (Втора испанска дивизия) през 1935, 1966 и 1996. В периода 1928 – 2005 се състезава 19 сезона в Примера дивисион (Първа испанска дивизия), 35 сезона в Сегунда дивисион, 11 сезона в Сегунда дивисион Бе и 7 сезона в Терцера дивисион (Трета испанска дивизия). През 1975 „Еркулес“ завършва сезона на пето място в Примера дивисион, което е клубен рекорд. Най-голямата победа „Еркулес“ постига през сезон 1939/40, когато надиграва у дома „Селта“ с 6:1. Най-тежката загуба претърпява през сезон 1955/56, когато пада като гост от „Атлетико“ (Мадрид) с 0:9. Най-много голове за отбора има Едуардо Родригес, а най-много мачове – Джулиано.

## Състав за сезон 2010/11
- Вратари

- 1  Хуан Калатаюд
- 13  Унай Алба
- 25  Пиет Велтхюзен

- Защитници

- 2  Кристиан Пулхак (под наем от Динамо Букурещ)
- 3  Хуанра
- 4  Мохамед Сар
- 5  Абрахам Пас
- 16  Пако Пеня (капитан)
- 19  Родри
- 21  Давид Кортес
- 23  Ное Памарот

- Полузащитници

- 6  Кристиан Хидалго
- 7  Франсиско Руфете
- 8  Хавиер Фаринос
- 11  Сендоа Агире
- 12  Ройстън Дренте (под наем от Реал Мадрид)
- 14  Албер Агилар
- 15  Кико Фемения
- 18  Матиас Фрицлер (под наем от Ланус)
- 22  Оливие Томер
- 24  Тиаго Гомеш

- Нападатели

- 9  Хавиер Портийо
- 10  Тоте
- 17  Давид Трезеге
- 20  Нелсон Валдес

## Известни бивши футболисти
- Константин Галка
- Ференц Хорват
- Фелипе Мело
- Мигел Анхел Нието
- Хуанма Ортис
- Велко Паунович
- Любомир Воркапич
- Калу Уче
- Луис Арагонес (1959 – 60)
- Марио Кемпес (1984 – 86)

## Известни треньори
- Арсенио Иглесиас